# جعفر أباد (بردسرة)
جعفر أباد (بالفارسية: جعفرآباد) هي مستوطنة تقع في إيران في قسم بردسرة الريفي. يقدر عدد سكانها بـ 2,410 نسمة .